# قمة جبل نقار الخشب
قمة جبل نقار الخشب، هي سلسلة من التلال تقع في جبال كاتسكيل في نيويورك جنوب غرب تل باين. وتقع قمة جبل ميل بروك ريدج شمال قمة جبل نقار الخشب.